# Yūryaku
Yūryaku (雄略天皇, Yūryaku Tennō, o nella sua epoca Ohatsuse-Wakatake(ru)(-no-) Ōkimi; 418 circa – Sakurai, 7 agosto 479) è stato il ventunesimo Imperatore del Giappone secondo la lista tradizionale di successione.
Nessuna data certa può essere assegnata al suo regno, ma si ritiene che abbia governato nella seconda metà del V secolo d.C.
Gli eventi e le date che lo riguardano sono riportate negli Annali del Giappone (Nihongi?, 日本紀) e nelle Cronache degli antichi eventi (Kojiki?, 古事記), testi che furono compilati all'inizio dell'VIII secolo.

## Biografia
Secondo il Kojiki ed il Nihonshoki, l'imperatore Yūryaku alla nascita ebbe il nome di principe Ohatsuse Wakatake. Fu il quinto e più giovane figlio dell'imperatore Ingyō. Tre mesi dopo l'assassinio del fratello maggiore, l'imperatore Ankō, e dopo aver vinto la lotta per il trono contro gli altri fratelli, divenne il nuovo sovrano.
Yūryaku non regnò con l'attuale titolo imperiale di "sovrano celeste" (tennō?, 天皇), che secondo buona parte della storiografia fu introdotto per il regno dell'imperatore Tenmu. Il suo titolo fu "grande re che governa tutto quanto sta sotto il cielo" (Sumeramikoto o Amenoshita Shiroshimesu Ōkimi?, 治天下大王), oppure anche "grande re di Yamato" (ヤマト大王/大君).
I clan dell'antica provincia di Yamato, che corrisponde all'attuale prefettura di Nara, costituirono il regno che, nel periodo Kofun (250-538), si espanse conquistando buona parte dei territori delle isole di Honshū, Kyūshū e Shikoku. A seguito di tali conquiste, ai sovrani di Yamato fu riconosciuto il titolo di "grande re" (Ōkimi?, 大王) di Yamato. Fu solo a partire dal VII secolo che il "grande regno" venne chiamato impero, ed il titolo di imperatore fu esteso a tutti i sovrani precedenti della dinastia.
Secondo il Kojiki, Yūryaku governò dal tredicesimo giorno dell'undicesimo mese del 456 (Heishin) fino alla sua morte nel settimo giorno dell'ottavo mese del 479 (Kibi). Le iscrizioni nelle spade ritrovate in alcuni tumuli (kofun?), indicano che il suo nome fu grande re (Ōkimi?) Waka Takeru. Yūryaku fu il nome assegnatogli postumo in un'era successiva.
Quando salì al trono, spostò la corte nel nuovo palazzo Hatsuse no Asakura che fece costruire a Sakurai, la stessa città dove aveva sede il palazzo di Ankō, secondo la tradizione che vedeva di cattivo auspicio per un imperatore giapponese risiedere nello stesso palazzo del defunto predecessore.
Di carattere mutevole e violento, il sovrano fu temuto a corte e dai suoi sudditi, che diverse volte fece uccidere per motivi di scarsa importanza. Tra gli altri, fece bruciare viva per infedeltà una concubina, principessa di Baekje, mandata dal sovrano di quel regno per cementare l'alleanza tra i due stati.
Durante il regno di Yūryaku, il regno coreano di Silla era tributario di Yamato, ma da otto anni non versava quanto doveva. Per riaffermare la supremazia ed ottenere i tributi, nel 465 Yūryaku inviò un'armata a proteggere Silla dall'invasione delle truppe del regno settentrionale di Goguryeo. La spedizione ebbe successo ma Silla continuò l'insubordinazione, così che l'anno successivo l'esercito di Yamato invase il regno e ristabilì l'ordine.
Nel 469, Yūryaku fece sopprimere una rivolta nella provincia di Harima e, nel 474, quella scoppiata nella provincia di Ise.
Secondo gli annali cinesi della sua epoca, è ipotizzabile che Yūryaku fosse conosciuto in Cina come re Bu del regno di Wa, il nome con cui il regno di Yamato veniva chiamato in Cina. Tali fonti riportano che re Bu tra il 477 ed il 478 inviò degli ambasciatori nei Regni del Sud della Cina, alle corti della dinastia Liu Song, della dinastia Qi meridionale e della dinastia Liang. Oltre a chiedere supporto militare per difendere il regno coreano tributario di Baekje dalla minaccia dell'altro regno coreano di Goguryeo, ottenne dai tre imperatori il riconoscimento della sua sovranità sul regno di Yamato. Secondo altre fonti re Bu era il sovrano Muryeong di Baekje.
Yūryaku è stato anche un letterato, alcune delle poesie a lui attribuite sono comprese nell'antico testo Man'yōshū (万葉集? -  Raccolta di diecimila foglie) ed alcuni dei suoi versi sono riportati anche nei Nihonji e nei Kojiki. Sempre nei Nihonji, viene anche ricordato per aver incoraggiato e diffuso la bachicoltura nel paese.
Nel 478, Yūryaku nominò il figlio principe Shiraka erede al trono. Alla morte dell'imperatore, avvenuta l'anno dopo nel palazzo di corte, l'altro figlio, il principe Hoshikawa, si rese protagonista di una rivolta per diventare il nuovo sovrano, ma i generali dell'esercito, fedeli ai voleri di Yūryaku, bruciarono vivi i ribelli, asserragliatisi nel palazzo del tesoro, e Shiraka divenne imperatore con il nome di Seinei.
Non si sa dove siano conservate le spoglie di Yūryaku, che viene venerato nel mausoleo Tajii no Takawashi-hara no misasagi di Osaka, a lui dedicato.

## Discendenza
Sposò come prima moglie l'imperatrice Kusaka no Hatabihime, che non gli diede figli. Ebbe altre tre consorti:
- Katsuragi no Karahime (葛城韓媛), gli diede due figli: il principe Shiraka (白髪皇子), che sarebbe divenuto l'imperatore Seinei (444?-484), e la principessa Takuhatahime (栲幡姫皇女) (?-459)
- Kibi no Wakahime (吉備稚媛), gli diede i due principi Iwaki (磐城皇子) e Hoshikawa no Wakamiya (星川稚宮皇子) (?-479)
- Wani no Warawakimi (和珥童女君), gli diede la principessa Kasuga no Ōiratsume (春日大娘皇女), che avrebbe sposato l'imperatore Ninken.